# بريد ياهو!
بريد ياهو! (بالإنجليزية: Yahoo! Mail)‏ هو خدمة بريد ويب مقدمة من ياهو!. يمكن استخدامه عن طريق الإنترنت. يعتبر بريد ياهو! ثاني أكبر مزود لخدمة البريد الإلكتروني عبر الإنترنت، حيث يستخدمه ما يزيد عن الـ 260 مليون مستخدم. المنافسون الرئيسيون لبريد ياهو! هم هوتميل Hotmail (يعرف حديثاً باسم ويندوز لايف هوتميل)، بريد جوجل Gmail وبريد أيه أو إل AOL Mail (أحياناً يعرف باسم بريد أيه آي إم AIM Mail).
هناك نسختان لبريد ياهو! هما :
- بريد ياهو! الجديد The new Yahoo! Mail
- بريد ياهو! التقليدي Yahoo! Mail classic

مستخدمي هذا البريد لديهم الحرية لكي ينتقلوا من نسخة إلى أخرى بما يتناسب مع استخداماتهم وسرعة اتصالهم بالإنترنت.
ياهو! أول مزود بريد إلكتروني يقدم مساحة تخزين